# Lijst van beelden in Noord-Holland
Hieronder een overzicht van lijsten van beelden per gemeente in de provincie Noord-Holland.
- Lijst van beelden in Aalsmeer
- Lijst van beelden in Alkmaar
- Lijst van beelden in Amstelveen
- Lijst van beelden in Amsterdam-Centrum
- Lijst van beelden in Amsterdam-Noord
- Lijst van beelden in Amsterdam-Oost
- Lijst van beelden in Amsterdam-West
- Lijst van beelden in Amsterdam Nieuw-West
- Lijst van beelden in Amsterdam Westpoort
- Lijst van beelden in Amsterdam-Zuid
- Lijst van beelden in Amsterdam-Zuidoost
- Lijst van beelden in Bergen (Noord-Holland)
- Lijst van beelden in Beverwijk
- Lijst van beelden in Blaricum
- Lijst van beelden in Bloemendaal
- Lijst van beelden in Castricum
- Lijst van beelden in Den Helder
- Lijst van beelden in Diemen
- Lijst van beelden in Drechterland
- Lijst van beelden in Edam-Volendam
- Lijst van beelden in Enkhuizen
- Lijst van beelden in Gooise Meren
- Lijst van beelden in Haarlem
- Lijst van beelden in Haarlemmerliede en Spaarnwoude
- Lijst van beelden in Haarlemmermeer
- Lijst van beelden in Heemskerk
- Lijst van beelden in Heemstede
- Lijst van beelden in Heerhugowaard
- Lijst van beelden in Heiloo
- Lijst van beelden in Hilversum
- Lijst van beelden in Hollands Kroon
- Lijst van beelden in Hoorn
- Lijst van beelden in Huizen
- Lijst van beelden in Koggenland
- Lijst van beelden in Landsmeer
- Lijst van beelden in Langedijk
- Lijst van beelden in Laren (Noord-Holland)
- Lijst van beelden in Medemblik
- Lijst van beelden in Oostzaan
- Lijst van beelden in Opmeer
- Lijst van beelden in Ouder-Amstel
- Lijst van beelden in Purmerend
- Lijst van beelden in Schagen
- Lijst van beelden in Stede Broec
- Lijst van beelden op Texel
- Lijst van beelden in Uitgeest
- Lijst van beelden in Uithoorn
- Lijst van beelden in Velsen
- Lijst van beelden in Waterland
- Lijst van beelden in Weesp
- Lijst van beelden in Wijdemeren
- Lijst van beelden in Wormerland
- Lijst van beelden in Zaanstad
- Lijst van beelden in Zandvoort

Drenthe ·
Flevoland ·
Friesland ·
Gelderland ·
Groningen ·
Limburg ·
Noord-Brabant ·
Noord-Holland ·
Overijssel ·
Utrecht ·
Zeeland ·
Zuid-Holland